# بیمارستان پیامبر اعظم (قشم)
بیمارستان پیامبر اعظم  واقع  شهرستان قشم در استان هرمزگان در جنوب ایران است.

## افتتاح
ساخت «بیمارستان پیامبر اعظم» در سال ۱۳۸۸ شروع و در سال ۱۳۹۳ به بهره‌برداری رسید.

## تخصصها
تخصصها وبخش‌های موجود در این بیمارستان عبارت‌اند از:
- داخلی
- جراحی.
- بخش داخلی
- زنان و زایمان
- کودکان
- اورژانس
- بخش، CCU